# البديل الثوري الجديد
البديل الثوري الجديد (بالروسية: Новая Революционная Альтернатива)‏ هو منظمة لاسلطوية مكرسة للأناركية التمردية في روسيا.
فجرت الحركة قنابل في مكاتب عسكرية بموسكو (أوستانكينو عام 1996 وتشيريوموشكينسكي عام 1997).  في عامي 1998 و1999، دبر أعضاء الحركة انفجارات في مبنى لوبيانكا التابع لجهاز الأمن الفيدرالي.  تم العثور على أربعة نشطاء مذنبين: ناديجدا راكس وأولغا نيفسكايا ولاريسا رومانوفا وتاتيانا نيكوروشيفا سوكولوفا.  تم تخفيف عقوبة رومانوفا في وقت لاحق.  أُعلن أن ألكسندر بيريوكوف غير مؤهل للمحاكمة وتم إرساله إلى مستشفى للأمراض النفسية. 